# Cymodusa kasparyani
Cymodusa kasparyani là một loài tò vò trong họ Ichneumonidae.